# Papestra aperta
Papestra aperta là một loài bướm đêm trong họ Noctuidae.